# ماريا يامادا
ماريا يامادا (بالكانا:やまだ まりや) هي عارضة وممثلة يابانية، ولدت في 5 مارس 1980 في اليابان.

## وصلات خارجية
- ماريا يامادا على موقع IMDb (الإنجليزية)
- ماريا يامادا على موقع ميوزك برينز (الإنجليزية)